# Jill Clayburgh
Jill Clayburgh (New York, 30 aprile 1944 – Lakeville, 5 novembre 2010) è stata un'attrice statunitense.
Nel corso della sua carriera è stata candidata due volte all'Oscar alla miglior attrice: per Una donna tutta sola e per E ora: punto e a capo. Ha vinto il Prix d'interprétation féminine al Festival di Cannes per Una donna tutta sola.

## Biografia
Nasce e cresce a New York nell'Upper West Side di Manhattan, in una famiglia benestante di origine ebree, figlia di Julie e Albert, un venditore di prodotti tessili. Dopo aver frequentato alcune delle migliori e più esclusive scuole newyorchesi, tra cui il Sarah Lawrence College dove nel 1966 consegue una laurea in ”Teatro”, decide di diventare attrice.

### Carriera

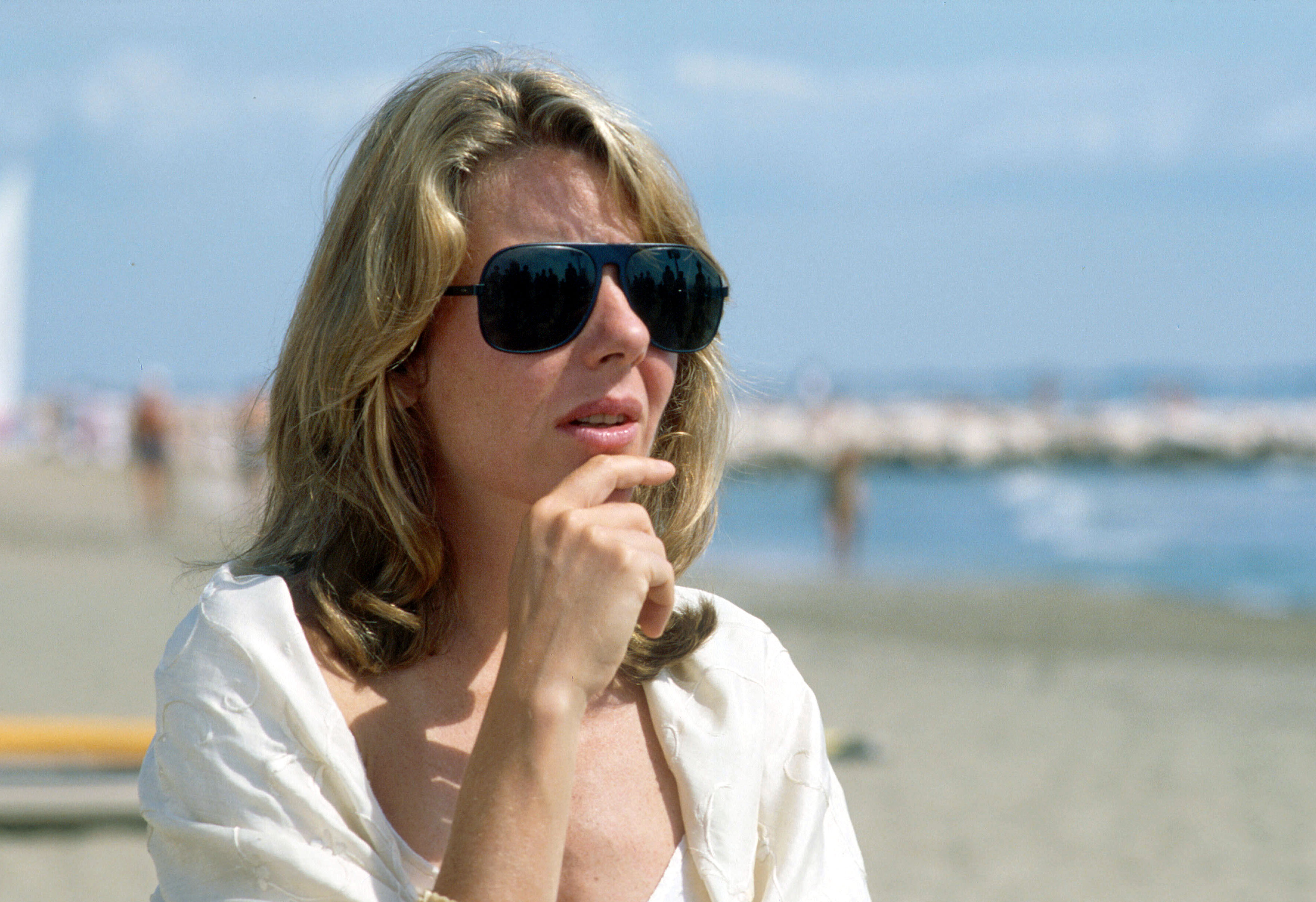
Jill Clayburgh a Venezia nel 1983

Inizia la sua carriera calcando i palcoscenici teatrali di Boston e, nel 1968, debutta a Broadway al fianco di Jack Klugman in una poco fortunata rappresentazione di The Sudden and Accidental Re-Education of Horse Johnson che, a causa della scarsa affluenza di pubblico, rimane in cartellone solo per 5 serate. Avrà però presto modo di rifarsi, negli anni successivi e lungo tutta la sua carriera, lavorando in molte altre produzioni e musical di grande successo, tra cui Pippin (1973). La sua ultima apparizione teatrale è nel 2006, al Cort Theater di Broadway, in un revival della commedia A piedi nudi nel parco di Neil Simon.
Il suo esordio cinematografico risale invece al 1969 nel film Oggi sposi di Brian De Palma, in cui recita insieme al giovane Robert De Niro (film d'esordio degli stessi attore e regista). L'affermazione sul grande schermo giunge nel 1976 grazie alle interpretazioni in Wagons-lits con omicidi, spassosa e brillante commedia gialla, in coppia con Gene Wilder, e in Quando passi da queste parti, film drammatico dove lavora insieme a Peter Falk. Tre anni più tardi ottiene la sua prima candidatura all'Oscar alla miglior attrice (premio che sarà infine assegnato a Jane Fonda) per il ruolo di Erica in Una donna tutta sola, film di Paul Mazursky che le farà vincere il premio per la miglior interpretazione femminile al Festival di Cannes.
L'anno seguente ottiene nuovamente una candidatura all'Academy Award per il ruolo di Marilyn Holmberg in E ora: punto e a capo e, sempre nel 1979, è Caterina Silveri nel film La luna di Bernardo Bertolucci. La sua pluridecennale carriera artistica conta comunque una filmografia molto ampia, con film quali Una notte con vostro onore (1981) e I diffidenti (1987), in cui dà prova di grande talento sia nel genere brillante che in quello drammatico, a fianco di interpreti del calibro di Walter Matthau, Burt Reynolds, Michael Douglas.
Sin dai suoi esordi come attrice, vanta anche numerose interpretazioni in svariate serie televisive e film per la tv. Recita ad esempio in alcuni episodi di serie di successo come Law & Order - I due volti della giustizia, Ally McBeal, dove interpreta Jeannie, la madre di Ally, The Practice - Professione avvocati e Nip/Tuck. Proprio con Ryan Murphy, l'ideatore di Nip/Tuck, nel 2006 prende parte alla commedia amara Correndo con le forbici in mano, che segna l'esordio cinematografico del regista stesso e in cui Jill ha il ruolo della madre nella squinternata famiglia Finch. Nel 2008 torna a lavorare con il medesimo autore per il film Dirty Tricks, opera tuttora non uscita nelle sale, dove interpreta Pat Dixon, moglie di Richard Nixon.
Nel frattempo, tra il 2007 e il 2009, è una dei protagonisti nella serie tv della ABC Dirty Sexy Money, dove interpreta il ruolo di Letitia Darling, infelice matriarca della ricca famiglia Darling. Nel 2010 recita nel film Amore & altri rimedi di Edward Zwick.

## Vita privata
Dopo aver avuto una relazione durata cinque anni con Al Pacino, conosciuto nella compagnia teatrale di Boston con cui aveva esordito come attrice, nel 1978 si sposa con il commediografo e sceneggiatore David Rabe, dal quale avrà un figlio, Michael e una figlia, Lily; quest'ultima ha seguito le orme artistiche della madre. È stata anche matrigna di Jason Rabe, figlio che il marito aveva avuto dal precedente matrimonio con Elizabeth Pan.
Clayburgh soffrì di leucemia linfatica cronica dal 1989 fino alla morte all’età di 66 anni. L’attrice si spense nella sua abitazione a Lakeville.

## Filmografia

### Cinema
- Oggi sposi (The Wedding Party), regia di Brian De Palma, Wilford Leach e Cynthia Munroe (1969)
- The Telephone Book, regia di Nelson Lyon (1971) - non accreditata
- Se non faccio quello non mi diverto (Portnoy's Complaint), regia di Ernest Lehman (1972)
- Il ladro che venne a pranzo (The Thief who Came to Dinner), regia di Bud Yorkin (1973)
- L'uomo terminale (The Terminal Man), regia di Mike Hodges (1974)
- Gable e Lombard - Un grande amore (Gable and Lombard), regia di Sidney J. Furie (1976)
- Quando passi da queste parti... (Griffin and Phoenix - A Love Story), regia di Daryl Duke (1976)
- Wagons-lits con omicidi (Silver Streak), regia di Arthur Hiller (1976)
- Gioco da duri (Semi-Tough), regia di Michael Ritchie (1977)
- Una donna tutta sola (An Unmarried Woman), regia di Paul Mazursky (1978)
- La luna, regia di Bernardo Bertolucci (1979)
- E ora: punto e a capo (Starting Over), regia di Alan J. Pakula (1979)
- Amarti a New York (It's My Turn), regia di Claudia Weill (1980)
- Una notte con vostro onore (First Monday in October), regia di Ronald Neame (1981)
- Jean e Barbara un film da finire (I'm Dancing as Fast as I Can), regia di Jack Hofsiss (1982)
- Hanna K., regia di Costa-Gavras (1983)
- Dove sono i bambini? (Where Are the Children?), regia di Bruce Malmuth (1986)
- I diffidenti (Shy People), regia di Andrei Konchalovsky (1987)
- Oltre l'oceano (Beyond the Ocean), regia di Ben Gazzara (1990)
- Pretty Hattie's Baby (Pretty Hattie's Baby), regia di Ivan Passer (1991)
- Perversione mortale (Whispers in the Dark), regia di Christopher Crowe (1992)
- Cambiar vita (Rich in Love), regia di Bruce Beresford (1992)[8]
- Il giorno del perdono - Day of Atonement (Le gran pardon 2), regia di Alexandre Arcady (1992)
- Vado a vivere a New York (Naked in New York), regia di Daniel Algrant (1993)
- Vivere fino in fondo (Going All the Way), regia di Mark Pellington (1997)
- Mela e Tequila - Una pazza storia d'amore con sorpresa (Fools Rush), regia di Andy Tennant (1997)
- Never Again, regia di Eric Schaeffer (2001)
- Vallen, regia di Hans Herbots (2001)
- Correndo con le forbici in mano (Running with Scissors), regia di Ryan Murphy (2006)
- Amore & altri rimedi (Love and Other Drugs), regia di Edward Zwick (2010)
- Le amiche della sposa (Bridesmaids), regia di Paul Feig (2011)

### Televisione
- N.Y.P.D. – serie TV, 1 episodio (1968)
- The Choice, regia di Henry Denker – cortometraggio TV (1969)
- Aspettando il domani (Search for Tomorrow) – serie TV, 2 episodi (1969-1970)
- Le sorelle Snoop (The Snoop Sisters) – serie TV, 1 episodio (1972)
- Going Places, regia di Lee Philips – cortometraggio TV (1973)
- CBS Daytime 90 – serie TV, 1 episodio (1973)
- Medical Center – serie TV, 1 episodio (1974)
- Maude – serie TV, 1 episodio (1974)
- Agenzia Rockford (The Rockford Files) – serie TV, 1 episodio (1974)
- La storia di Wanda (Hustling), regia di Joseph Sargent – film TV (1975)
- The Art of Crime, regia di Richard Irving – film TV (1975)
- Quando passi da queste parti... (Griffin and Phoenix: a Love Story), regia di Daryl Duke – film TV (1976)
- Amore oltre la vita (Miles to Go), regia di David Greene – film TV (1986)
- 101 modi per sopravvivere al divorzio e vivere felici (Who Gets the Friends?), regia di Lila Garrett – film TV (1988)
- Paura senza volto (Fear Stalk), regia di Larry Shaw – film TV (1989)
- La voce dell'innocenza (Unspeakable Acts), regia di Linda Otto – film TV (1990)
- Una ragione per vivere - La storia di Jill Ireland (Reason for Living: The Jill Ireland Story), regia di Michael Ray Rhodes – film TV (1991)
- Trial: The Price of Passion, regia di Paul Wendkos – film TV (1992)
- Lincoln, regia di Peter W. Kunhardt – film TV (1992) - voce
- Tempesta di fuoco (72 Hours in Oakland), regia di Michael Tuchner – film TV (1993)
- Eligible Dentist, regia di Noam Pitlik – film TV (1993)
- Onora il padre e la madre (Honor Thy Father and Mother: The True Story of the Menendez Murders), regia di Paul Schneider – film TV (1994)
- Per amore di Nancy (For the Love of Nancy), regia di Paul Schneider – film TV (1994)
- Quella bambina sono io (The Face on the Milk Carton), regia di Waris Hussein – film TV (1995)
- Amore conteso (When Innocence Is Lost), regia di Bethany Rooney – film TV (1997)
- Cattivi pensieri (Sins of the Mind), regia di James Frawley – film TV (1997)
- Miss a tutti i costi (Crowned and Dangerous), regia di Christopher Leitch – film TV (1997)
- Law & Order - I due volti della giustizia (Law & Order) – serie TV, episodio 8x16 (1998)
- Frasier (Frasier) – serie TV, 1 episodio (1998)
- Trinity (Trinity) – serie TV, 3 episodi (1998)
- Everything's Relative – serie TV, 4 episodi (1999)
- My Little Assassin, regia di Jack Bender – film TV (1999)
- Ally McBeal – serie TV, 4 episodi (1999-2001)
- The Only Living Boy in New York, regia di Bart Freundlich – film TV (2000)
- Untitled Eric Gilliland Project – film TV (2002)
- Leap of Faith – serie TV, 6 episodi (2002)
- Phenomenon 2 (Phenomenon II), regia di Ken Olin – film TV (2003)
- The Practice - Professione avvocati (The Practice) – serie TV, episodi 8x13, 8x14, 8x15 (2004)
- Nip/Tuck – serie TV, episodi 2x06, 2x07 (2004)
- Dirty Sexy Money – serie TV, 23 episodi (2007-2009)
- Untitled Family Pilot, regia di Anthony e Joe Russo – film TV (2009)

## Teatro

### Broadway
- The Sudden & Accidental Re-Education of Horse Johnson (1968) con Jack Klugman
- The Rothschilds (1970) musical con Hal Linden
- Pippin (1972) musical con John Rubinstein
- Design for Living (1984) con Frank Langella e Raúl Juliá
- A Naked Girl on the Appian Way (2005) con Richard Thomas
- Barefoot in the Park (2006) con Tony Roberts e Amanda Peet

## Riconoscimenti
- Premio Oscar
  - 1979 – Candidatura alla miglior attrice per Una donna tutta sola
  - 1980 – Candidatura alla miglior attrice per E ora: punto e a capo

- Golden Globe
  - 1979 – Candidatura alla migliore attrice in un film drammatico per Una donna tutta sola
  - 1980 – Candidatura alla migliore attrice in un film drammatico per La luna
  - 1980 – Candidatura alla Migliore attrice in un film commedia o musicale per E ora: punto e a capo
  - 1982 – Candidatura alla migliore attrice in un film commedia o musicale per Una notte con vostro onore

- BAFTA
  - 1979 – Candidatura alla miglior attrice protagonista per Una donna tutta sola

- Festival di Cannes
  - 1978 – Prix d'interprétation féminine per Una donna tutta sola

- American Movie Awards
  - 1980 – Candidatura alla miglior attrice protagonista per Una donna tutta sola

## Doppiatrici italiane
Nelle versioni in italiano dei suoi film, Jill Clayburgh è stata doppiata da:
- Livia Giampalmo in Wagons-lits con omicidi, Una donna tutta sola, Amarti a New York, Una notte con vostro onore
- Angiola Baggi in Oltre l'oceano, Amore conteso, Law & Order - I due volti della giustizia, Dirty Sexy Money
- Ada Maria Serra Zanetti in Onora il padre e la madre, Quella bambina sono io, Vivere fino in fondo
- Rita Savagnone in La luna, E ora: punto e a capo
- Melina Martello in I diffidenti, Le amiche della sposa
- Serena Verdirosi in Mela e Tequila - Una pazza storia d'amore con sorpresa, Miss a tutti i costi
- Barbara Castracane in Perversione mortale
- Ida Sansone in Correndo con le forbici in mano
- Manuela Andrei in Amore & altri rimedi
- Rossella Izzo in Agenzia Rockford
- Pinella Dragani in La storia di Wanda
- Paila Pavese in 101 modi per sopravvivere al divorzio e vivere felici
- Marina Tagliaferri in Per amore di Nancy
- Rosalba Bongiovanni in Ally McBeal
- Vanna Busoni in Phenomenon 2
- Caterina Rochira in Nip/Tuck